# Ursula Graham Bower
Ursula Violet Graham Bower MBE, später bekannt als U. V. G. Betts (* 15. Mai 1914 in Wiltshire, England; † 12. November 1988) war eine der ersten Anthropologen in den Naga Hills, wo sie die Zeit von 1937 bis 1946 verbrachte und sich von 1942 bis 1945 am Guerillakrieg der Briten gegen die japanischen Truppen in Birma beteiligte.

## Leben
Bower war die Tochter von John Graham Bower (1886–1940), einem Commander der Royal Navy. Sie besuchte die Roedean School; die Weltwirtschaftskrise und die Abneigung, die ihre Eltern gegen die Bildung von Frauen hegten, hinderte sie am Besuch der University of Oxford. Nachdem sich ihr Vater 1932 neuverheiratet hatte, wurde Bower Stieftochter der Kinderbuchautorin Barbara Euphan Todd. In dem Jahr reiste Bower nach Kanada.
Bowers erster Besuch in Britisch-Indien erfolgte 1937 mit einer Schulfreundin. Ihre Mutter hatte gehofft, dass Bower auf dieser Reise einen netten Mann zum Heiraten finden würde, doch Bower fand stattdessen Gefallen an den Naga Hills und ihren Bewohnern. 1939 kehrte sie nach Indien zurück, um „mit ein paar Kameras herumzuhantieren und ein bisschen medizinische Arbeit zu machen, vielleicht ein Buch zu schreiben“. Sie verbrachte einige Jahre als Anthropologin unter den Naga. Sie nahm in dieser Zeit mehr als 1000 Photographien auf, die das Leben der dortigen Stämme dokumentierten. Diese Bilder wurden später in einer Studie verwendet.
Als der Zweite Weltkrieg begann, trat sie in das Women’s Auxiliary Corps (India) ein. Zu diesem Zeitpunkt genoss sie die Freundschaft und das Vertrauen der Häuptlinge der Naga, und als nach der Invasion der japanischen Armee in Birma 1942 ein Angriff auf Indien drohte, beauftragte die Führung der V Force Bower, aus den ihr bekannten Naga eine Gruppe von Scouts zu machen, die den Dschungel nach den Japanern durchkämmen sollten. Bower gelang es, die Naga gegen die Japaner zu mobilisieren, und sie machte sich selbst zu deren Befehlshaber. Zunächst streiften die 150 von ihr geführten Naga durch ein rund 2000 Quadratkilometer großes bergiges Dschungelgebiet. Bower’s Force, wie ihre Einheit schließlich genannt wurde, vergrößerte sich und wurde schließlich der britischen 14. Armee unterstellt. Bowers Nagaeinheit war derart effektiv, dass die Japaner ein Kopfgeld auf Bower aussetzten. Diese wurde auch zur Hauptfigur in einem US-amerikanischen Comic mit dem Titel Jungle Queen. Bower bevorzugte als Waffe eine Sten Gun und führte bei ihren Streifzügen zwei davon mit sich.
Auf ihre Anordnung hin wurden Wachtposten an den Haupt- und Nebenpfaden durch den Dschungel aufgestellt und ein Warnmeldesystem aufgebaut. Über diese Pfade wurden tausende von Zivilisten, Deserteuren, entflohene oder freigekaufte Kriegsgefangene von Birma nach Indien geführt. Bower befehligte auch Angriffe aus dem Hinterhalt auf japanische Suchtrupps. Am 24. April 1945 wurde sie für ihre Leistungen in Birma zum Member of the Order of the British Empire ernannt. Bereits 1944 hatte Bower für ihre anthropologische Arbeit unter den Naga die nach T. E. Lawrence benannte Lawrence Memorial Medal erhalten.
Bower absolvierte zwar keine formale anthropologische Ausbildung, doch ihre Photos, Filme und Monographien über die Naga und die Apatani verschafften ihr neben ihren Freunden J.P. Mills, Bill Archer und Christoph von Fürer-Haimendorf Anerkennung in diesem Fach. Sie erwarb später einen Master of Arts und erhielt 1950 einen Doktortitel in Anthropologie von der University of London.
Während ihrer Dienstzeit in der V Force traf sie in Birma Lt. Col Frederick Nicholson Betts, den sie im Mai 1945 heiratete. 1948 kehrte das Paar nach Europa zurück. Später war das Ehepaar eine Weile in Kenia, wo es eine Kaffeeplantage betrieb. Aus der Ehe gingen zwei Töchter hervor. Bowers wissenschaftliche Dokumente befinden sich heute im Centre of South Asian Studies der University of Cambridge.

## Hörspiele
Zwei von BBC Radio 4 produzierte Hörspiele, The Naga Queen von John Horsley Denton und The Butterfly Hunt von Mathew Solon, basieren auf dem Leben von Ursula Bower und ihrem Ehemann F. N. Betts.

## Werke
- Ursula Graham Bower. 1950. Naga Path  London, John Murray.
- Ursula Graham Bower. 1950. Drums Behind The Hill, New York, Morrow.
- Ursula Graham Bower. 1953. The Hidden Land London, John Murray.